# Hercus peruensis
Hercus peruensis är en stekelart som beskrevs av Gupta 1984. Hercus peruensis ingår i släktet Hercus och familjen brokparasitsteklar. Inga underarter finns listade i Catalogue of Life.